# Гонсалес, Фабри
Фабрисиа́но (Фа́бри) Гонса́лес Пене́лас (исп. Fabriciano 'Fabri' González Penelas; 25 апреля 1955, Сан-Педро-де-Санта-Комба, Луго, Испания) — испанский футболист и футбольный тренер; последнее место работы — футбольный клуб «Карпаты».

## Игровая карьера
Родившийся в приходе Сан-Педро-де-Санта-Комба в провинции Луго, Фабри всю свою карьеру игрока провёл в низших испанских лигах, выступая за клубы из родной Галисии на позиции правого вингера. Последние несколько лет карьеры он был играющим тренером.

## Тренерская карьера
Фабри начал тренерскую карьеру в середине 1980-х годов с низших лиг чемпионата Испании.
В 1992—1994 годах он возглавлял команду «Мерида», выступавшую тогда в Сегунде.
Свой первый опыт в высшем дивизионе чемпионата Испании Фабри получил в сезоне 1994/1995, став одним из пяти тренеров, безуспепшно пытавшихся спасти «Логроньес» от провала в Ла Лиге (команда установила антирекорд, сумев набрать в чемпионате всего 13 очков). Боссы клуба, изначально не ставившие перед тренером задач на тот чемпионат, неожиданно уволили его после трёх игр, в которых команда набрала всего 1 очко.
В течение последующих десяти лет Фабри работал с испанскими командами уровня не выше Сегунды Б («Эльче», «Химнастик», «Реал Мурсия», «Авилес Индустриаль», «Самора», «Уэска»), в том числе вторично возглавил «Луго», за который выступал в бытность игроком, а также руководил несколькими клубами Сегунды Португалии.
Возвращение тренера в испанскую Сегунду состоялось в сезоне 2004/2005. С февраля по апрель 2005 года Фабри руководил «Альмерией», одержав в 7 матчах одну победу, сведя два матча вничью и четырежды проиграв.
Летом 2005 года Гонсалес возглавил клуб Сегунды Б «Бургос». Команда заняла второе место в своей группе, но не смогла добиться повышения в классе.
В начале 2007 года Фабри принял «Алавес», выступавший в Сегунде, однако из-за конфликта с владельцем клуба Дмитрием Питерманом вынужден был покинуть его спустя два месяца.
В августе 2007 года перед стартом сезона принял «Мериду», выступавшую в Сегунде Б, откуда был уволен в апреле 2008 года после двух поражений подряд от прямых соперников по своей группе «Сеуты» (0:1) и «Линареса» (0:3).
В первой части сезона 2008/2009 Фабри принял руководство «Картахеной» и приложил руку к выходу этой команды в Сегунду, хотя и лишился своего поста в феврале 2009 года из-за плохих отношений с игроками.
23 марта 2010 года Фабри возглавил «Гранаду», выступавшую в то время в Сегунде Б, и помог андалузцам выиграть чемпионат в этом дивизионе, спустя 22 года выведя команду в Сегунду. Продлив контракт с клубом, в сезоне 2010/2011 он привёл «Гранаду» к победе и в этом дивизионе, выведя её в Ла Лигу спустя 35 лет, 26 из которых она провела в Сегунде Б и Терсере, обойдя в плей-офф такие клубы как «Сельта» и «Эльче». В последнем матче плей-офф он атаковал помощника арбитра, за что был дисквалифицирован на 4 матча. 28 июня 2011 года Гонсалес продлил контракт с «насридами» ещё на один год, но не доработал его до конца, будучи уволенным 22 января 2012 года после разгрома со счётом 0:3 от «Эспаньола» в гостях.

Период, проведённый Фабри Гонсалесом в «Гранаде», на сегодняшний день является лучшим в его тренерской карьере: за два сезона он поднял команду из третьего по силе дивизиона в первый.
16 июня 2012 года Гонсалес второй раз в карьере возглавил «Уэску», но 8 августа, незадолго до старта сезона, покинул клуб по собственному желанию, сославшись на личные проблемы. Что, однако, не помешало ему несколько дней спустя, 14 августа 2012 года, возглавить «Расинг», выступавший в Сегунде. Менее чем через 4 месяца, 11 декабря 2012 года, Фабри был уволен, оставив команду в зоне вылета.
8 января 2013 года он был назначен главным тренером греческого «Панатинаикоса», но был освобождён от исполнения своих обязанностей уже 31 марта того же года. Причиной увольнения послужила резкая критика игроков своей команды после поражения дома со счётом 0:1 от новичков Суперлиги, клуба «Платаньяс».
16 февраля 2016 года, проведя 3 года без работы, Гонсалес принял клуб «Понферрадина» из Сегунды, однако был уволен 26 апреля того же года после трёх поражений подряд, завершившихся гостевым разгромом от «Леганеса» (0:3). Под его руководством команда провела 9 игр, в которых трижды победила, один раз сыграла вничью и четырежды проиграла. Работа тренера поспособствовала вылету «Понферрадины» в Сегунду Б.
21 марта 2017 года Фабри стал тренером клуба боливийских нефтяников «Петролеро», выступавшего в боливийской Примере. 23 мая 2017 года он был уволен по причине неудовлетворительных результатов (7 игр, из которых 1 победа, 2 ничьих и 4 поражения).
27 декабря 2017 года Фабри до конца сезона 2017/2018 был назначен тренером новичков Сегунды — клуба «Лорка», приняв команду в зоне вылета. По спортивным результатам команда покинула Сегунду, заняв предпоследнее место, а из-за финансовых трудностей была переведена в Терсеру. Контракт тренера истёк 30 июня 2018 года.
13 января 2019 года Фабри стал новым главным тренером львовских «Карпат», заключив соглашение с украинским клубом на 2,5 года. Львовский клуб стал 30-м в трудовой карьере галисийского наставника, при этом среднее время, проведённое на тренерском мостике одной команды (по данным сайта Transfermarkt), составляет 0,54 года. 25 мая 2019 года после матча с донецким «Олимпиком» (3:3) сообщил о своём уходе из клуба по состоянию здоровья. За 4 месяца и 12 дней, которые Фабри провёл в западноукраинском клубе, команда сыграла 13 игр в рамках украинской Премьер-лиги (3 победы, 4 ничьи, 6 поражений; разница забитых и пропущенных мячей 20:21) и один матч в Кубке Украины (ничья 1:1 и выбывание из турнира после серии пенальти 4:5).

## Другая деятельность
Фабри совмещал карьеру тренера с преподаванием в тренерских школах Кастилии-Ла-Манчи (1989) и Балеарских островов (1990), в последнее время преподаёт тактику в футбольной школе Галисии.